# Berättelsen om O

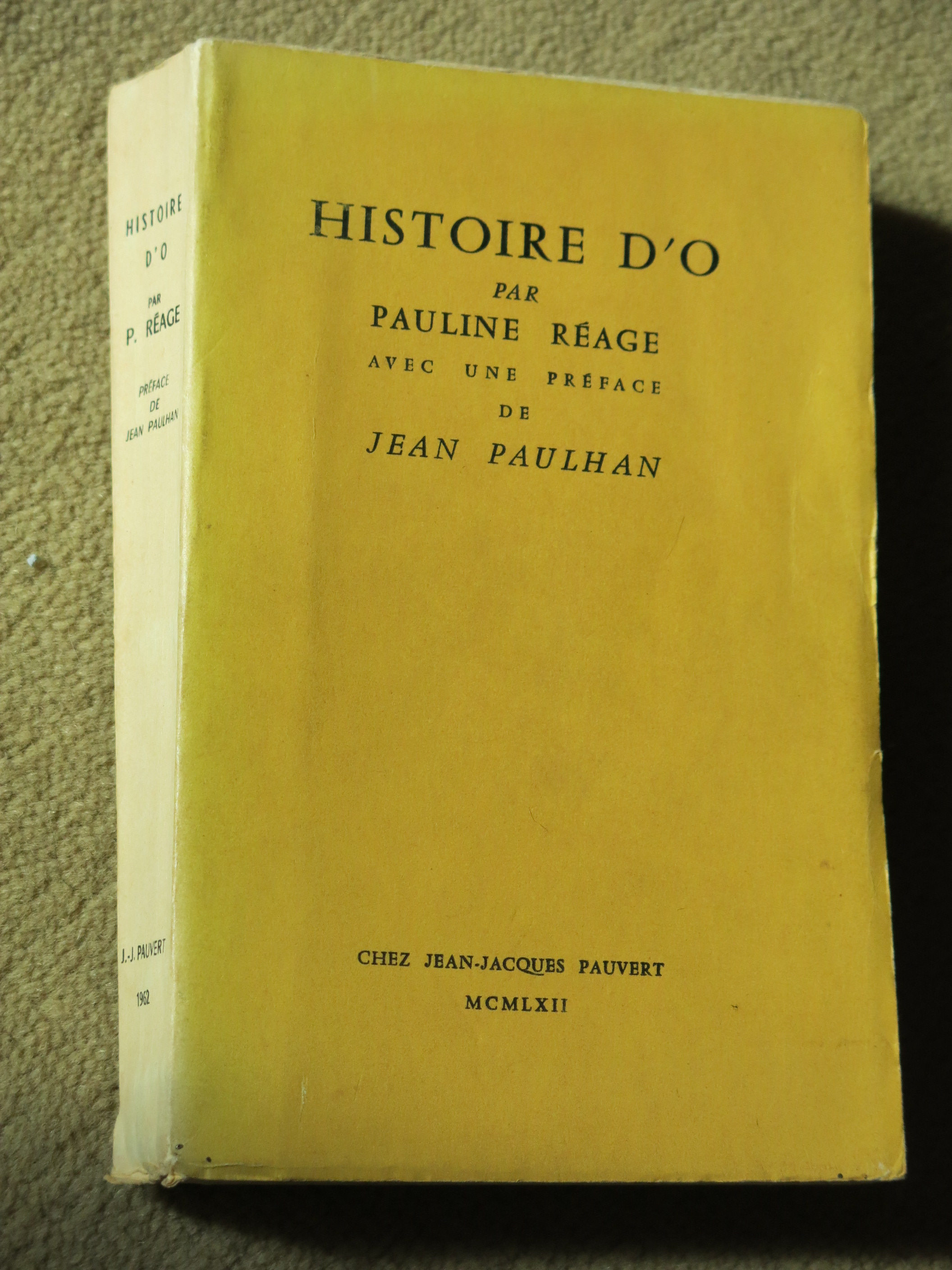
Omslaget på en fransk utgåva av Berättelsen om O.

Berättelsen om O (fransk originaltitel: Histoire d'O) är en erotisk roman publicerad 1954 med sadomasochistisk handling. Romanen är skriven av den franska författaren Anne Desclos (mer känd som Dominique Aury) under pseudonymen Pauline Réage. Desclos avslöjade inte att hon var författare till boken förrän fyra år före sin död, fyrtio år efter att boken först publicerades. Desclos säger att hon skrivit romanen som en rad kärleksbrev till sin älskare Jean Paulhan som var hängiven beundrare av Marquis de Sade. Romanen och den erotiska filmatiseringen från 1975 har kommit att bli en stor inspirationskälla för många BDSM-utövare.

## Handling
Romanen handlar om O, en sexuellt undergiven kvinna från Paris, som blir kedjad, piskad, brännmärkt, piercad, m.m. Kvinnans älskare, René, tar med henne till Château de Roissy, där hon tränas att tjäna många olika män.

## Svenska utgåvor
Romanen översattes till svenska 1968 av Bengt Söderbergh och gavs ut av Norstedts förlag i flera upplagor. Den senaste utgåvan utkom 2005 på Vertigo förlag.

## Film
Boken filmatiserades första gången 1975 av Emmanuelle-regissören Just Jaeckin med Corinne Cléry och Udo Kier i ledande roller, och med musik av Pierre Bachelet.
Andra filmatiseringar är en kortfilm av Lars von Trier under namnet Menthe - la bienheureuse (1979). 2002 utgavs The Story of O: Untold Pleasures regisserad av Phil Leirness med Danielle Ciardi och Neil Dickson i huvudrollerna. Denna version av filmen utspelar sig i modern tid.
Boken har släppts som brasiliansk serie under namnet Story of O, the series (1992), regisserad av Éric Rochat.
Den har även filmatiserats 2006 i pornografisk form under namnet O: the Power of Submission med Carmen Luvana i rollen som O.

## Seriealbum
En serieversion har gjorts av Guido Crepax och gavs i Sverige ut 1988 i Topas-serien från Epix under namnet Historien om O. 